# Henry Larsen (explorateur)
 (juillet 2024).
Si vous disposez d'ouvrages ou d'articles de référence ou si vous connaissez des sites web de qualité traitant du thème abordé ici, merci de compléter l'article en donnant les références utiles à sa vérifiabilité et en les liant à la section « Notes et références ».
Pour les articles homonymes, voir Henry Larsen et Larsen.
Henry Asbjörn Larsen (né le 30 septembre 1899 à Hvaler et décédé le 29 octobre 1964 à Vancouver) était un explorateur canadien de l'Arctique.
Larsen est né en Norvège comme son héros, Roald Amundsen. Et, comme celui-ci, il est devenu marin. Larsen a immigré au Canada et est devenu sujet britannique en 1927. En 1928, il se joint à la Gendarmerie royale du Canada (GRC).

## Biographie
En 1928, la GRC recherche des bénévoles pour participer à l'exploration du Grand Nord canadien à bord du St. Roch. Durant son premier voyage vers l'arctique, Larsen est deuxième à bord, sous la tutelle d'un capitaine spécialement engagé par la GRC mais une fois rendu dans l'arctique, il est nommé capitaine. Pendant près de vingt ans, Larsen est au commandement du St. Roch et il est promu au rang de sergent. À la fin de sa carrière il est le plus haut gradé de la GRC dans l'arctique. Après avoir commandé le St. Roch, Larsen a été promu Inspecteur responsable des détachements en Arctique.

### L'exploration du passage du Nord-Ouest
Pendant ses douze premières années de service, le St. Roch était utilisé pour des missions de ravitaillement des postes de la GRC dans le Grand Nord. Le St. Roch était spécialement conçu pour être coincé dans la glace tout l'hiver sans danger. Les officiers de la GRC étaient capables de transformer le bateau en poste flottant de la GRC durant les mois d'hiver. À cette époque, le St. Roch était la seule présence canadienne officielle dans le Grand Nord, il était donc responsable de plusieurs devoirs gouvernementaux.
La Seconde Guerre mondiale donne à Larsen l'opportunité de suivre les traces de son héros. En 1940, le St Roch est envoyé en mission pour faire un voyage entre l'Arctique Ouest et l'Arctique Est. Le St. Roch complète le voyage de l'ouest en est en 1942, prenant 28 mois pour l'accomplir. Durant la majorité de ces 28 mois, le vaisseau était prisonnier des glaces. Le St. Roch est le deuxième vaisseau à franchir le passage du Nord-Ouest, le premier à le franchir d'ouest en est. Quand l'équipe arriva à Halifax, on équipa le vaisseau de meilleurs moteurs. Cela lui permit de faire le voyage de retour jusqu'à Vancouver, dans la période de la fonte des glaces en seulement 86 jours. 
Pour la première traversée du passage du Nord-Ouest, Larsen a suivi la route de Amundsen. Pour le voyage de retour, Larsen explora une route beaucoup plus au Nord.
En 2000, comme projet du millénaire, la GRC renomma un de ses vaisseaux le St. Roch II, et l'envoya reconstituer le premier voyage de Larsen.

### Les explorations de Larsen et la souveraineté canadienne
Plusieurs[Qui ?] croient que les vraies raisons des explorations en Arctique n'étaient pas de trouver des preuves d'infiltrations allemandes, mais bien pour protéger les intérêts canadiens des Américains. Il y avait de la tension entre l'alliance américaine et canadienne au moment de la Deuxième Guerre mondiale, à cause de la construction de l'autoroute en Alaska.